# Fabiano Joseph
Fabiano Joseph Naasi (Babati, 24 december 1985), is een Tanzaniaanse langeafstandsloper, gespecialiseerd in de wegatletiek. Hij werd wereldkampioen halve marathon in 2005. Ook nam hij driemaal deel aan de Olympische Spelen, maar won hierbij geen medailles.

## Loopbaan
In 2002 liep Joseph zijn eerste internationale wedstrijd buiten Afrika tijdens de Lotto Crosscup in Brussel.
In 2003 werd hij nationaal kampioen op zowel de 5000 als de 10.000 m. Op de 10.000 m van de wereldkampioenschappen van 2003 in Parijs eindigde Joseph vervolgens op de dertiende plaats. Daarna won hij een zilveren medaille op het wereldkampioenschap halve marathon in Vilamoura. Hij sloot het jaar af met een tweede plaats bij de Zevenheuvelenloop.
Het jaar daarop werd Joseph eerst zevende op de wereldkampioenschappen veldlopen in Brussel. Daarna nam deel aan de 10.000 m op de Olympische Spelen in Athene in 2004, waarin hij als tiende eindigde. Op het wereldkampioenschap halve marathon in New Delhi won hij vervolgens het zilver. 
Op de wereldkampioenschappen in 2005 in Helsinki eindigde hij op de 15e plaats op de 5000 m.
Zijn grootste succes boekte Joseph toen hij met een tijd van 1:01.08 uur de wereldtitel won in zijn derde poging tijdens het wereldkampioenschap halve marathon in Edmonton (Canada).
In datzelfde jaar werd hij in de Great Manchester Run tweede op de 10 km in een Tanzaniaans record van 27.41. Later won hij de halve marathon van Bogotá .
In 2006 werd hij tweede in de Dam tot Damloop.
In 2008 werd Joseph vierde in de halve marathon van Ras al-Khaimah, waar hij voor de eerste keer de halve marathon afstand liep in minder dan een uur. Op deze afstand eindigde hij op de Olympische Spelen in Peking in 2008 op de negende plaats. Tijdens de Zayed International halve marathon in Abu Dhabi werd hij tweede en won in deze met prijzengeld overladen wedstrijd 100.000 dollar.
In 2011 werd hij tweede in de halve marathon van Hamburg en de halve marathon van Drenthe.
Op de marathon was Joseph weinig succesvol. Tijdens de marathon van Amsterdam in 2006 eindigde hij als tiende in 2:13.24. In 2015 nam hij deel aan het WK marathon, maar eindigde hierbij op een teleurstellende 42e plaats. Ook bij de Olympische Spelen van 2016 in Rio de Janeiro nam hij deel aan de marathon, maar moest de strijd voor de finish staken.

## Titels
- Wereldkampioen halve marathon - 2005
- Tanzaniaans kampioen 5000 m - 2003, 2006
- Tanzaniaans kampioen 10.000 m - 2003, 2005, 2009

## Persoonlijke records
Baan
| Onderdeel | Prestatie | Datum         | Plaats    |
| --------- | --------- | ------------- | --------- |
| 3000 m    | 7.54,12   | 8 juni 2004   | Zaragoza  |
| 5000 m    | 13.12,76  | 20 maart 2006 | Melbourne |
| 10.000 m  | 27.19,72  | 24 mei 2008   | Hengelo   |

Weg
| Onderdeel      | Prestatie | Datum            | Plaats         |
| -------------- | --------- | ---------------- | -------------- |
| 10 km          | 27.41     | 21 mei 2006      | Manchester     |
| 15 km          | 42.25     | 9 september 2007 | Rotterdam      |
| 20 km          | 57.21     | 14 oktober 2007  | Udine          |
| halve marathon | 59.56     | 8 februari 2008  | Ras al-Khaimah |
| 25 km          | 1:14.43   | 13 maart 2005    | Seoel          |
| 30 km          | 1:30.29   | 13 maart 2005    | Seoel          |
| marathon       | 2:13.24   | 15 oktober 2006  | Amsterdam      |

## Palmares

### 5000 m
- 2003:  Tanzaniaanse kamp.- 13.55,24
- 2003:  Sonatrach Meeting in Algiers - 13.40,73
- 2004:  Arusha Open Track Meeting - 14.02,28
- 2004: 6e WK U20 - 13.33,62
- 2004: 11e in series OS - 13.31,89
- 2005:  Tanzaniaanse kamp. - 13.57,90
- 2005: 15e WK - 13.42,50
- 2006: 5e Gemenebestspelen - 13.12,76
- 2006:  Tanzaniaanse kamp. - 13.52,37
- 2008: 5e Notturna di Milano - 13.13,86
- 2009: 4e Tanzaniaanse kamp. -onbekende tijd

### 10.000 m
- 2003:  Tanzaniaanse kamp. - 28.08,30
- 2003:  BMC Meeting in Watford - 27.32,81
- 2003: 13e WK - 28.06,36
- 2004:  WK U20 - 28.04,45
- 2004: 10e OS - 28.01,94
- 2005:  Tanzaniaanse kamp. - 28.33,44
- 2006:  Gemenebestspelen - 27.51,99
- 2008: 9e OS - 27.25,33
- 2009:  Tanzaniaanse kamp. - 28.25,5
- 2009: 13e WK - 28.04,32
- 2010: 7e Afrikaanse kamp. - 28.40,53

### 10 km
- 2001: 4e December FILA Holiday in Arusha - 28.58
- 2003: 5e Bali Solidarity Run in Kuta - 29.31
- 2003:  Counseil General in Marseille - 28.24
- 2003:  Feel Fine British in Londen - 28.14
- 2003:  Corrida de Houilles - 29.00
- 2005:  Peachtree Road Race in Atlanta - 28.24
- 2005:  US Classic in Atlanta - 29.14
- 2005:  Karatu Sports Festival - 29.21,9
- 2006: 4e Corrida de Houilles - 28.26
- 2006:  Great Edinburgh Run - 28.38
- 2006:  Great Manchester Run - 27.41
- 2006:  Karatu Sports Festival - 29.07
- 2006:  Corrida Pedestre Internationale de Houilles - 28.20
- 2009: 4e Great Manchester Run - 28.41
- 2011: 5e Royal Ten in Den Haag - 29.01
- 2014:  Sokoine in Monduli - 34.28
- 2015:  Corrida de São Sebastião - 29.45
- 2015:  Apucarana - 29.38

### 15 km
- 2003:  Zevenheuvelenloop - 43.30,7
- 2005:  Utica Boilermaker - 43.38
- 2014:  Sao Sylvestre in São Paulo - 45.10

### 10 Eng. mijl
- 2005:  Crim - 47.46
- 2006:  Dam tot Damloop - 45.28,7

### halve marathon
- 2001:  halve marathon van Babati - 1:04.44
- 2002:  halve marathon van Arusha - 1:03.14
- 2002:  halve marathon van Lagos - 1:04.00
- 2003: 4e halve marathon van Milaan - 1:01.34
- 2003:  halve marathon van Vitry-sur-Seine - 1:01.41
- 2003:  WK - 1:00.52
- 2004:  halve marathon van New Delhi - 1:02.31
- 2005: 4e halve marathon van Milaan - 1:01.00
- 2005:  WK - 1:01.08
- 2005:  halve marathon van Lagos - 1:02.21
- 2006:  halve marathon van Logroño - 1:02.48
- 2006:  halve marathon van Bogota - 1:02.33,1
- 2007: 11e halve marathon van Udine - 1:00.27
- 2008: 4e halve marathon van Ras al-Khaimah - 59.56
- 2008:  halve marathon van Abu Dhabi - 1:00.43
- 2009:  halve marathon van Dar es Salaam - 1:03.16
- 2009: 15e WK - 1:02.25
- 2010:  halve marathon van Moshi - 1:04.00
- 2011: 4e halve marathon van Egmond - 1:03.16
- 2011:  halve marathon van Klazienaveen - 1:02.43
- 2011:  halve marathon van Hamburg - 1:03.20
- 2012:  halve marathon van Moshi - 1:03.27
- 2015: 5e halve marathon van Dar Es Salaam - 1:03.27
- 2015:  halve marathon van Mwanza - 1:05.00

### 25 km
- 2006:  Impala to Ngurudoto Road Race - 1:08.10

### marathon
- 2006: 10e marathon van Amsterdam - 2:13.23,4
- 2014: 11e marathon van Glasgow - 2:15.21
- 2015: 42e WK - 2:35.27
- 2015: 6e marathon van Hofu - 2:13.57
- 2016: 5e marathon van Nagano - 2:17.35
- 2016: 112e OS - 2:28.31

### veldlopen
- 2003: 19e WK in Avenches - 37.49
- 2004: 7e WK in Brussel - 36.49
- 2010: 31e WK in Bydgoszcz - 34.38

2000 Paul Tergat ·
2001 Haile Gebrselassie ·
2002 Paul Malakwen Kosgei ·
2003 Martin Lel ·
2004 Paul Kirui ·
2005 Fabiano Joseph Naasi ·
2006 Zersenay Tadese ·
2007 Zersenay Tadese ·
2008 Zersenay Tadese ·
2009 Zersenay Tadese · 
2010 Wilson Kiprop ·
2012 Zersenay Tadese ·
2014 Geoffrey Kamworor ·
2016 Geoffrey Kamworor ·
2018 Geoffrey Kamworor